# Face It Alone
«Face It Alone» (в переводе с англ. — «Столкнись с этим в одиночку») — сингл британской рок-группы Queen, записанный в 1988 году и выпущенный 13 октября 2022 года. Изначально песня должна была войти в альбом The Miracle, но была отложена, не попала в итоговый список композиций и, в конце концов, оказалась забыта на долгий срок.
Согласно товарам официального магазина, «Face It Alone» войдёт в расширенное переиздание альбома The Miracle, которое увидит свет 18 ноября 2022.

## Участники записи
Queen:
- Фредди Меркьюри — основной вокал, бэк-вокал, клавиши;
- Брайан Мэй — электро-гитара;
- Роджер Тэйлор — барабаны/перкуссия;
- Джон Дикон — бас-гитара

Продакшн-команда:
- Дэвид Ричардс — продюсер, инженер;
- Крис Фредриксон — продюсер, инженер, музыкальный супервайзер;
- Джастин Ширли-Смит — продюсер, музыкальный супервайзер;
- Джон Макре — продюсер, инженер;
- Боб Людвиг — инженер мастеринга

## История
«Face It Alone» была написана и записана в 1988 году в рамках работы Queen над 13-м альбомом The Miracle. На тот момент Фредди Меркьюри уже тяжело болел, и участники боялись, что пластинка может стать для группы последней.
Этот период стал плодотворным для группы с точки зрения творчества. Было записано около 30 песен, многие из которых так и не были выпущены.
«Face It Alone» удалось обнаружить, когда стартовала работа над бокс-сетом альбома The Miracle. Брайан Мэй, гитарист Queen, признался, что очень рад, что команда смогла обнаружить трек: «После всех этих лет очень здорово услышать нас четверых вместе». Роджер Тейлор, ударник, назвал песню «настоящим открытием» и «маленькой жемчужиной от Фредди».
Изначально участники группы боялись, что песню не удастся восстановить. По словам Мэя, техническим специалистам удалось буквально «склеить вместе» фрагменты трека, отметив прекрасно выполненную работу.
О том, что релиз ранее неизданной песни с вокалом Меркьюри выйдет в сентябре 2022, было объявлено во время интервью Queen на Radio BBC в рамках участия группы в мероприятиях Платинового юбилея Королевы Елизаветы II.

## Релиз
9 октября 2022 года в официальных аккаунтах группы в социальных сетях было объявлено о точной дате выпуска песни «Face It Alone». Официальный релиз песни должен был состояться 13 октября, однако одна из французских радиокомпаний запустила «Face It Alone» на день раньше.
13 октября 2022 года состоялась мировая премьера песни на BBC Radio 2, а затем она была выпущена на различных музыкальных платформах.
«Face It Alone» стала первой за восемь лет новой песней коллектива, где можно услышать вокал Меркьюри. В 2014 году группа представила альбом Queen Forever, который содержал три ранее неизвестные композиции, записанные с участием фронтмена группы: «Let Me In Your Heart Again», «Love Kills» и «There Must Be More to Life Than This».